# Mike Brewer (présentateur)
Pour les articles homonymes, voir Mike Brewer et Brewer.
Mike Brewer, né le 28 août 1964 à Lambeth, est un marchand de voitures et animateur de télévision britannique, présentateur de l'émission Wheeler Dealers sur Discovery Channel en compagnie de Edd China puis Ant Anstead en 2017 et enfin Marc « Elvis » Priestly depuis 2020.
Sa passion pour l'automobile est venue de son père Roger Wilks, qui possédait une Ford Popular surnommée «Pinball Wizard» et était très impliqué dans la customisation.
Mike Brewer a animé de nombreuses émissions : Driven sur Channel 4, Deals on Wheels, Pulling Power, Wrecks To Riches, Auto Trader et Wheeler Dealers Trading Up.
Il est apparu dans la série télévisée Revved Up dans laquelle des voitures sont modifiées. Il a aussi couvert le Championnat d'Angleterre des rallyes sur Sky Sports. Il a présenté un spectacle appelé Remote Madness, dans lequel les gens avec des voitures, des bateaux, des avions et des hélicoptères  télécommandés participent à des courses à défis multiples.
En 2010, il a animé sur Discovery Channel une nouvelle série intitulée Frontline Battle Machines. Il accompagna dans le cadre de cette émission les troupes anglaises engagées en première ligne en Afghanistan, montrant comment ils utilisaient leur équipement motorisé. Au cours d'un de ses déplacements, l'hélicoptère dans lequel il se trouvait a subi le feu ennemi, blessant le pilote à la tête et endommageant une conduite hydraulique, le forçant à l'atterrissage.
En 2004, le Midland Center de la Royal Television Society lui décerna le prix de la "Personnalité la plus en vue".
En avril 2013, une série dérivée intitulée Wheeler Dealers: Trading Up est créée, dans laquelle le présentateur Mike Brewer parcourt le monde en achetant et revendant des automobiles d'occasion avec pour objectif d'acheter une supercar.
En janvier 2020, la chaîne Discovery diffuse la série dérivée Wheeler Dealers : Dream Car. Mike Brewer et l'ancien mécanicien de Formule 1, Marc « Elvis » Priestly, aident des propriétaires à échanger leurs véhicules indésirables pour leur procurer la voiture de leurs rêves. 
En plus de sa carrière à la télévision, Mike Brewer poursuit son activité dans la vente automobile avec le lancement de Mike Brewer Motors en 2012.